# Bemlos longicarpus
Bemlos longicarpus is een vlokreeftensoort uit de familie van de Aoridae. De wetenschappelijke naam van de soort is voor het eerst geldig gepubliceerd in 1978 door Myers.